# Wielki Groń (Beskid Żywiecki)
Wielki Groń (1075 m) – szczyt w Grupie Pilska w Beskidzie Żywiecko-Orawskim (Beskidy Orawskie na Słowacji). Wierzchołkiem przebiega granica polsko-słowacka i Wielki Europejski Dział Wodny między zlewiskami Bałtyku i Morza Czarnego. Wschodni stok opada do doliny Mutnianki (Słowacja), w północno-zachodnim kierunku, do doliny Bystrej opada z wierzchołka Wielkiego Gronia grzbiet z wzniesieniem Kościelec (846 m). Oddziela on doliny dwóch potoków; Ze Starej Piły (po orograficznie prawej stronie grzbietu) i Kościelec (po lewej stronie).
Kościelec znajduje się w granicach wsi Złatna w województwie śląskim, w powiecie żywieckim, w gminie Ujsoły. jest porośnięty lasem, ale na jego grzbiecie opadającym do doliny Bystrej znajdują się niewielkie polany i spore wiatrołomy. Przez szczyt prowadzą dwa szlak turystyczne:
 Trzy Kopce – przełęcz Bory Orawskie – Wielki Groń – Gruba Buczyna – Krawców Wierch – bacówka PTTK na Krawcowym Wierchu – Glinka
 słowacki szlak graniczny